# Luigi Facta

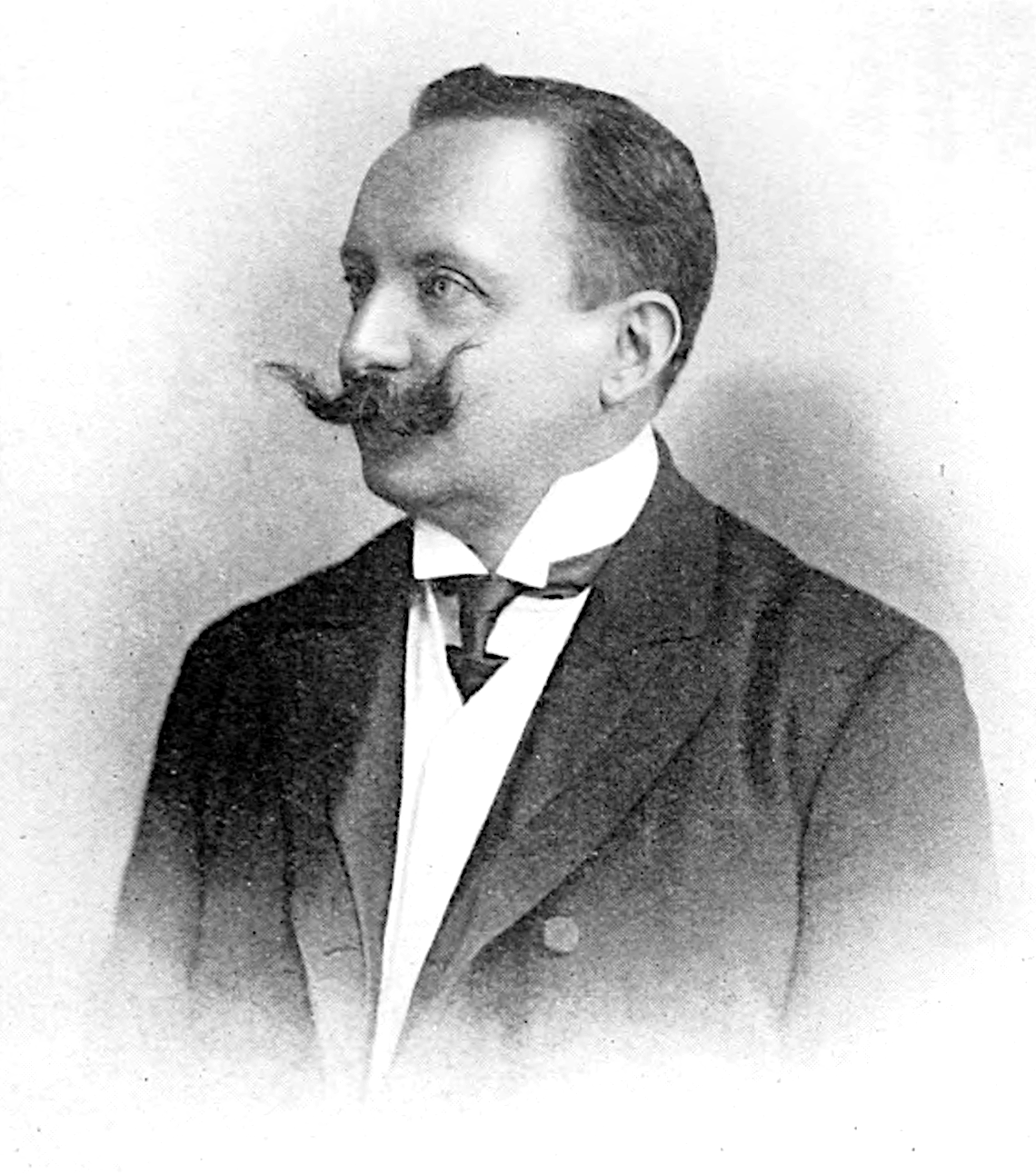
Luigi Facta

Luigi Facta (* 16. November 1861 in Pinerolo; † 5. November 1930 ebenda) war ein italienischer Politiker. Er war der letzte Präsident des Ministerrats (Ministerpräsident) vor der gewaltsamen Übernahme der Regierung durch die Faschisten unter Benito Mussolini im Anschluss an den später so genannten Marsch auf Rom.

## Leben
Facta wurde in Pinerolo im Piemont geboren. Er trat in die Politik im Jahre 1892 ein, als er als Mitglied der Liberalen Partei Abgeordneter für Pinerolo im Abgeordnetenhaus wurde. Diesen Sitz behielt er 30 Jahre lang. Fast ununterbrochen war er in dieser Zeit für verschiedene Koalitionsregierungen in unterschiedlichen Ämtern tätig; von 1910 bis 1914 und von 1919 bis 1920 war Facta italienischer Finanzminister. Beim Ausbruch des Ersten Weltkriegs wollte Facta zunächst, dass Italien neutral bleibe, nach dem Kriegseintritt Italiens 1915 änderte er seine Einstellung. Sein Sohn Giovanni, ein Pilot der 10. Bomberstaffel, wurde am 29. Juni 1916 abgeschossen und starb. Facta sagte zwei Tage später in der Abgeordnetenkammer, er sei stolz, das Leben seines Sohnes dem Vaterland überantwortet zu haben.
Facta wurde Anfang 1922 zum Ministerpräsidenten ernannt. Italien war durch politische Unruhen erschüttert und rechnete mit faschistischen Ausschreitungen Mussolinis. Facta wurde im Juli 1922 des Amtes enthoben, weil er nicht erfolgreich im Umgang mit den Faschisten war, aber niemand anders war im Stande, eine Regierung zu bilden, weshalb erneut Facta von König Viktor Emanuel III. mit der Regierungsbildung beauftragt wurde. Als die Faschisten im Oktober 1922 auf Rom marschierten, verweigerte der König Facta die Unterstützung, obwohl die Armee bereit war, den Aufstand niederzuschlagen. Als der Ministerpräsident dann doch eine Reaktion anstrebte, kündigte ihm der König und ernannte Mussolini zum Premierminister. Facta widersetzte sich Mussolini nicht offen; er wurde 1924 Senator und starb 1930 in Pinerolo.